# Aponogeton angustifolius
Aponogeton angustifolius là một loài thực vật có hoa trong họ Aponogetonaceae. Loài này được Aiton mô tả khoa học đầu tiên năm 1789.